# Trung ương Cục Đảng Cộng sản Trung Quốc khóa I
Trung ương Cục Đảng Cộng sản Trung Quốc khóa 1 (tiếng Trung: 中国共产党第一届中央局) do Đại hội đại biểu Toàn quốc Đảng Cộng sản Trung Quốc khóa 1 bầu ra vào ngày 31 tháng 7 năm 1921 ở thành phố Gia Hưng, tỉnh Chiết Giang, Trung Quốc.

## Ủy viên
1. Trần Độc Tú (Chen Duxiu), Bí thư
2. Trương Quốc Đảo (Zhang Guotao), Trưởng Ban Tổ chức
3. Lý Đạt (Li Da), Trưởng Ban Tuyên truyền